# Barić Draga
Barić Draga falu Horvátországban, Lika-Zengg megyében. Közigazgatásilag Karlobaghoz tartozik.

## Fekvése
Karlobagtól légvonalban 23 km-re, közúton 29 km-re délkeletre a Pag-szigettel szemben, a 8-as számú főút mentén a tengerparton az azonos nevű öböl partján fekszik. A legközelebbi nagyobb települések: Karlobag, Starigrad, Zára, Pag, Novalja, Stara Novalja. Közelében található a Starigrad-Paklenica Nemzeti Park és a Velebit természetvédelmi terület. A partvidék ezen a részen elég változatos, öblök és kis kikötők sora található itt. A környező öblökben (Dračuša, Pržunac veliki és mali, Široka, Dujmovača) is napfényes strandok találhatók. Gyakran és erősebben fúj itt a bóra, az északkeleti szél, mely néha eléri az orkán erősséget is.

## Története
1857-ben 236, 1910-ben 449 lakosa volt. A trianoni békeszerződésig Lika-Korbava vármegye Gospići járásához tartozott. Ezt követően előbb a Szerb-Horvát-Szlovén Királyság, majd Jugoszlávia része lett. A településnek 2011-ben 125 lakosa volt. A fiatalok nagy része a jobb munkalehetőségek a nagyobb városokba (Zárába, Fiuméba) költözött. Az itt maradtak a turizmusból és szolgáltatásokból élnek, valamint halászattal foglalkoznak. A település központjában álló iskolaépület arra emlékeztet, hogy Barić Draga egykor e vidék oktatási központja volt. Ma a legközelebbi alapiskola Karlobagon található,

## Lakosság
| Lakosság változása | Lakosság változása | Lakosság változása | Lakosság változása | Lakosság változása | Lakosság változása | Lakosság változása | Lakosság változása | Lakosság változása | Lakosság változása | Lakosság változása | Lakosság változása | Lakosság változása | Lakosság változása | Lakosság változása | Lakosság változása |
| ------------------ | ------------------ | ------------------ | ------------------ | ------------------ | ------------------ | ------------------ | ------------------ | ------------------ | ------------------ | ------------------ | ------------------ | ------------------ | ------------------ | ------------------ | ------------------ |
| 1857               | 1869               | 1880               | 1890               | 1900               | 1910               | 1921               | 1931               | 1948               | 1953               | 1961               | 1971               | 1981               | 1991               | 2001               | 2011               |
| 236                | 0                  | 0                  | 266                | 410                | 449                | 432                | 405                | 474                | 366                | 236                | 168                | 141                | 85                 | 124                | 125                |

(1869-ben és 1880-ban lakosságát a szomszédos Lukovo Šugarjéhoz számították.)

## Nevezetességei
A településen minden év augusztus 15-én Nagyboldogasszony ünnepén nagy fesztivált tartanak, mely itt az év központi eseménye. Ilyenkor összejönnek a rokonok és a turistákkal együtt ünnepelnek késő estig. A fesztivált 1999-ben rendezték meg először Zvonko Barićnak az akkori elöljárónak a kezdeményezésére. A település védőszentje egyébként Szent Miklós, aki a tengerészek védőszentje is.